# Wyżwa Stara
Wyżwa Stara (ukr. Стара Вижівка) – osiedle typu miejskiego na Ukrainie i stolica rejonu w obwodzie wołyńskim. 5000 mieszkańców (2024).
Znajduje tu się przystanek kolejowy Wyżwa, położony na linii Kijów – Kowel – Brześć.